# Hotline 116 000
Hotline 116 000 er et fælles europæisk særtjenestenummer, der henvender sig til børn og unge, som forsvinder eller migrerer uledsaget. Nummeret eksisterer i 22 EU-lande samt Schweiz.
Formålet med Hotline 116 000 er at give børn og unge samt pårørende mulighed for hele døgnet 24/7 at få akut hjælp.
Hotline 116 000 er en gratis service, og man kan ikke se på telefonen eller på telefonregningen, hvem der er blevet kontaktet. Desuden kan man være anonym.

## Hotline 116 000 Danmark
I Danmark er Hotline 116 000 tilknyttet Børns Vilkår under navnet Missing Children Danmark.

## Internationalt
Hotline 116 000 eksisterer i:
- Danmark
- Østrig
- Bulgarien
- Cypern
- Estland
- Frankrig
- Tyskland
- Grækenland
- Ungarn
- Irland
- Italien
- Malta
- Holland
- Polen
- Portugal
- Rumænien
- Slovakiet
- Spanien
- United Kingdom
- Slovenien
- Luxemburg
- Schweiz